# Distretto di Timgad
Il distretto di Timgad è un distretto della provincia di Batna, in Algeria, con capoluogo Timgad.